# Laion
Laion (Lajen in tedesco, Laion/Laiun in ladino) è un comune italiano di 2 814 abitanti della provincia autonoma di Bolzano in Trentino-Alto Adige.
Si trova su un altopiano a circa 1100 m.

## Geografia fisica
Il capoluogo, Laion, si trova a 1100 m di altitudine. Il punto più basso è Novale di Sotto (Unterried), a 470 m, il più alto Raschötz, a 2270 m.

## Origini del nome
Il toponimo è attestato tra il 985 e il 1005 come Legian, nel 1142 come Laian e nel 1564 come Laien e deriva possibilmente dal nome di persona latino Lagius o Legius, col suffisso -anum e col significato di "terreno di Lagio". Il nome è anche incluso nel toponimo dell'insediamento antico Sublavione/Sublavio a Ponte Gardena.

## Storia

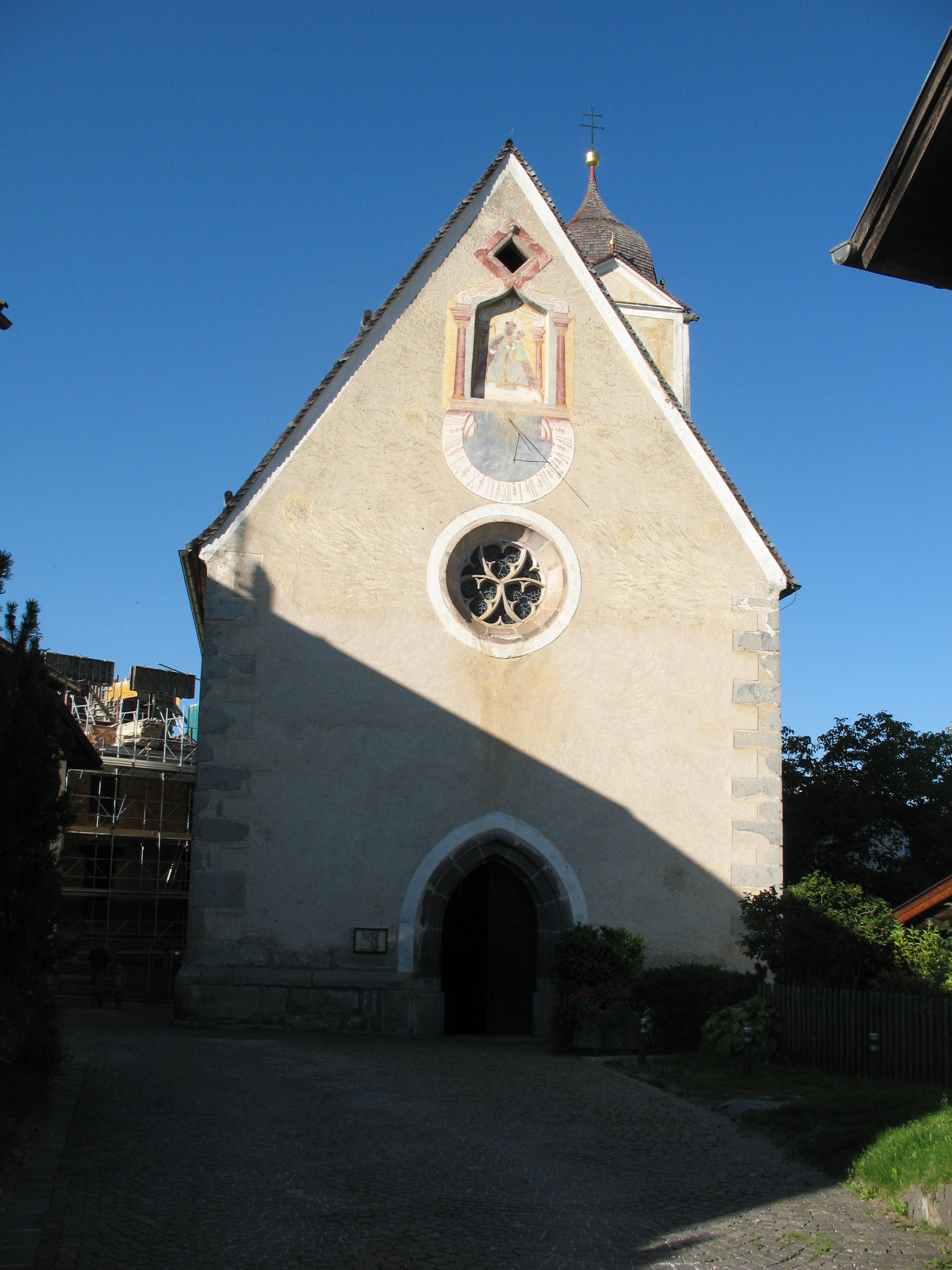
Chiesa principale

Recenti sondaggi archeologici hanno permesso di individuare, nella zona Wasserbühel, tracce di epoca retica e romana. Il villaggio vero e proprio risulta comunque essere nato attorno alla proprietà medioevale della chiesa vescovile di Frisinga che qui possedeva un vasto latifondo. Non è un caso la prima menzione del paese è dovuta a una transazione fra il vescovo Gottschalk di Frisinga e il capitolo del suo domo, avvenuta nel 985-1005. Anche la chiesa vescovile di Ratisbona era proprietaria di beni a Laion nel 1005-1015. I vasti possedimenti di chiese vescovili bavaresi a Laion nel primo medioevo sono da ricondursi sia all'antica appartenenza della Valle Isarco al ducato baiuvaro degli Agilolfingi sia all'importanza geostrategica che la zona rivestì grazie alla sua posizione lunga la tratta del Brennero.
Nel XIX secolo, autorevoli esponenti della germanistica vollero vedere i natali del poeta Walther von der Vogelweide nel maso Vogelweider, posto nel Lajener Ried (Novale), e spinsero all'erezione di un monumento al poeta a Bolzano, ove questo fu inaugurato nel 1889. Ad oggi non è però chiara la vera origine del poeta.

### Simboli
Lo stemma del paese riprende le armi partite d'argento e di nero dei signori di Lajen und Teiss, che risalgono al 1147, e raffigura nella prima partizione un uccello rosso in una gabbia dorata. Tale simbolo è quello che si osserva nell'insegna araldica di Walther von der Vogelweide, il più famoso e celebrato poeta medievale tirolese.

## Monumenti e luoghi d'interesse
- Chiesa di San Pietro, chiesa parrocchiale della frazione di San Pietro (St. Peter), consacrata nel 1767
- Chiesa di Santa Caterina, in frazione Novale (Ried), XV secolo
- Museo Minnehus, dedicato alla memoria del poeta Walther von der Vogelweide[17]

## Società

### Ripartizione linguistica
La sua popolazione è in larga maggioranza di madrelingua tedesca:
| %      | Ripartizione linguistica (gruppi principali) |
| ------ | -------------------------------------------- |
| 86,26% | madrelingua tedesca                          |
| 7,14%  | madrelingua italiana                         |
| 6,59%  | madrelingua ladina                           |

### Evoluzione demografica
Al 31 dicembre 2004 Laion contava 866 abitanti, Novale 711, San Pietro 318, Albions 267, Ceves 123, Tanurza 70 e Fraina 46.
Abitanti censiti

## Infrastrutture e trasporti
Il comune è servito dalla stazione di Ponte Gardena-Laion, sita sulla ferrovia del Brennero. Tra il 1916 e il 1960 anche la ferrovia della Val Gardena effettuava due fermate nel territorio di Laion, precisamente nelle frazioni di Novale e San Pietro.

## Amministrazione
| Periodo | Periodo   | Primo cittadino      | Partito | Carica  | Note |
| ------- | --------- | -------------------- | ------- | ------- | ---- |
| 2005    | 2010      | Engelbert Grünberger | SVP     | Sindaco |      |
| 2010    | in carica | Stefan Leiter        | SVP     | Sindaco |      |